# Jacksonboro
Jacksonboro – jednostka osadnicza w Stanach Zjednoczonych, w stanie Karolina Południowa, w hrabstwie Colleton.